# Heli Air
Heli Air is een chartermaatschappij uit Bulgarije.

## Vloot
Op 1 mei 2010 bestond de vloot van Heli Air uit:
- 7 Let L-410 Turbolet